# CSM Roman
Le CSM Roman (Club Sportiv Municipal Roman en roumain) est un club roumain de handball féminin basé à Roman. Jusqu'en 2016, il était appelé HCM Roman

## Palmarès
compétitions internationales
- demi-finaliste de la Coupe Challenge en 2007